# Школа Іолані
Школа Іолані (гав. ʻIolani) — приватний підготовчий навчальний заклад, розташований у Гонолулу (Гаваї), в якому навчаються понад 1 800 учнів.
Була заснована 1863 року англіканським священиком Вільямом Скоттом. Назва школи гавайською означає небесний яструб.
Нині навчальний заклад пов'язаний з американською Єпископальною церквою. На сьогодні школа Іолані є найбільшою незалежною школою в Сполучених Штатах.